# Ulica Alberta w Rydze
Ulica Alberta (lit. Alberta iela) – ulica w Rydze, nazwana imieniem bpa Alberta von Buxhövden. Znana jest z licznych zabytków architektury secesyjnej. Budynki zaprojektowali m.in. Michaił Eisenstein, Konstantīns Pēkšēns i Paul Mandelsztam, powstawały one w latach 1901–1908.
W budynku pod numerem 12 mieszkali architekt K. Pēkšēns, który zaprojektował ten budynek, oraz malarz Janis Rozentāls i pisarz Rūdolfs Blaumanis. Obecnie mieści się tam muzeum Art Nouveau.

## Galeria

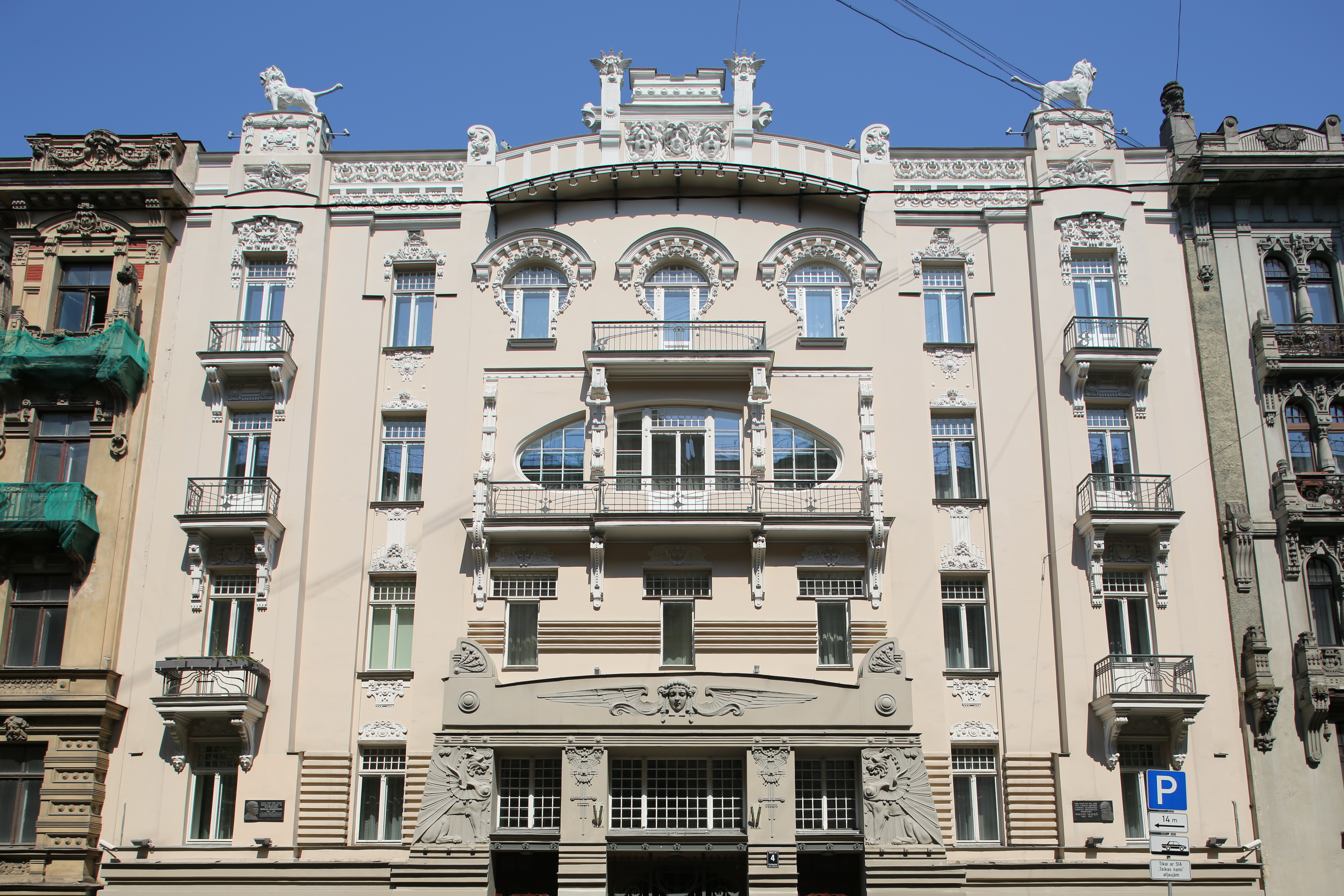
Alberta iela 4, architekt: M. Eisenstein
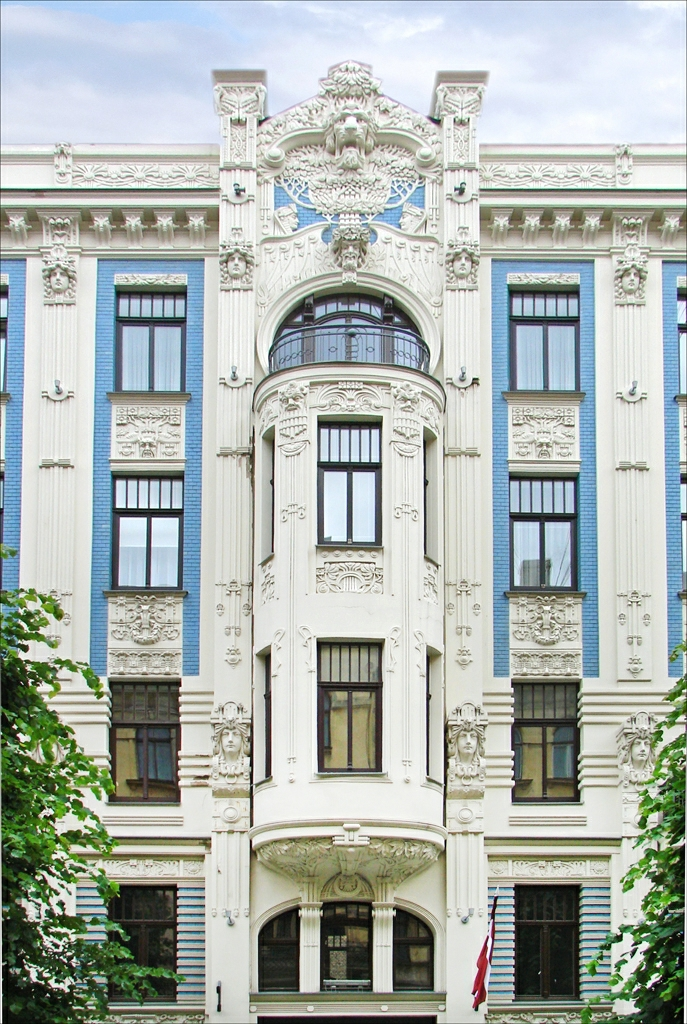
Alberta iela 8, z centralnym ryzalitem w formie drzewa. Architekt: M. Eisenstein
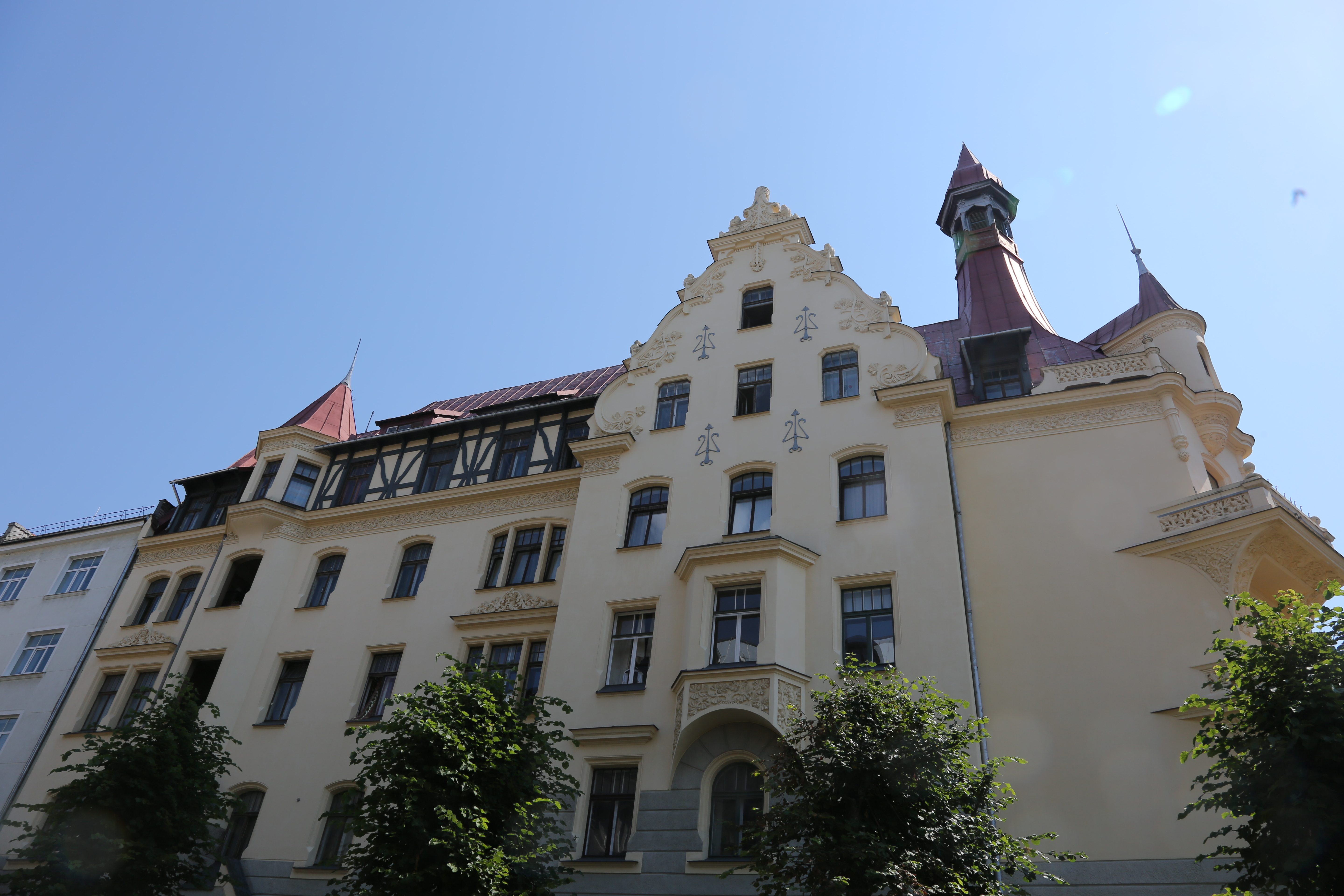
Alberta iela 12, architekt: K. Pēkšēns
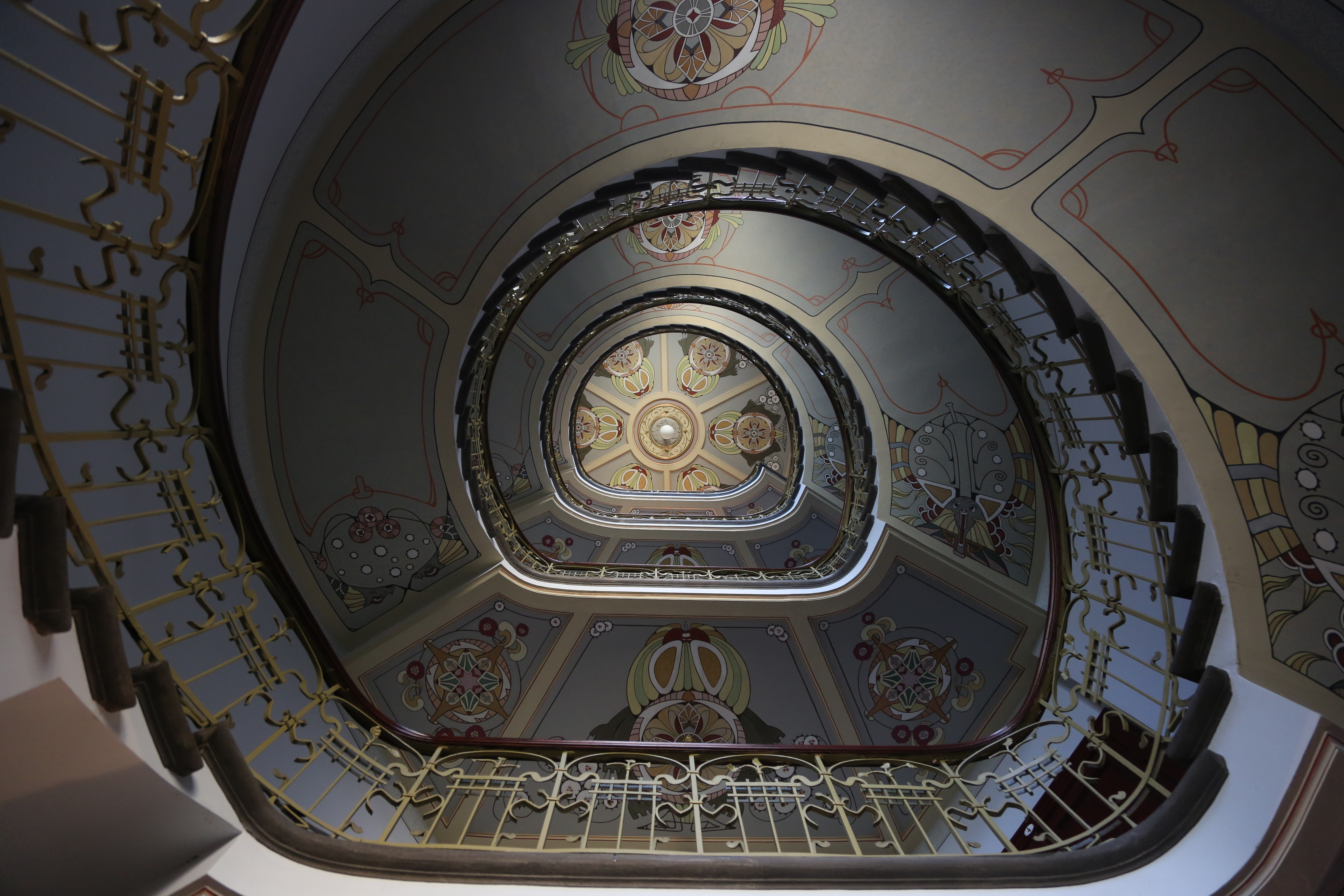
Klatka schodowa przy Alberta iela 12
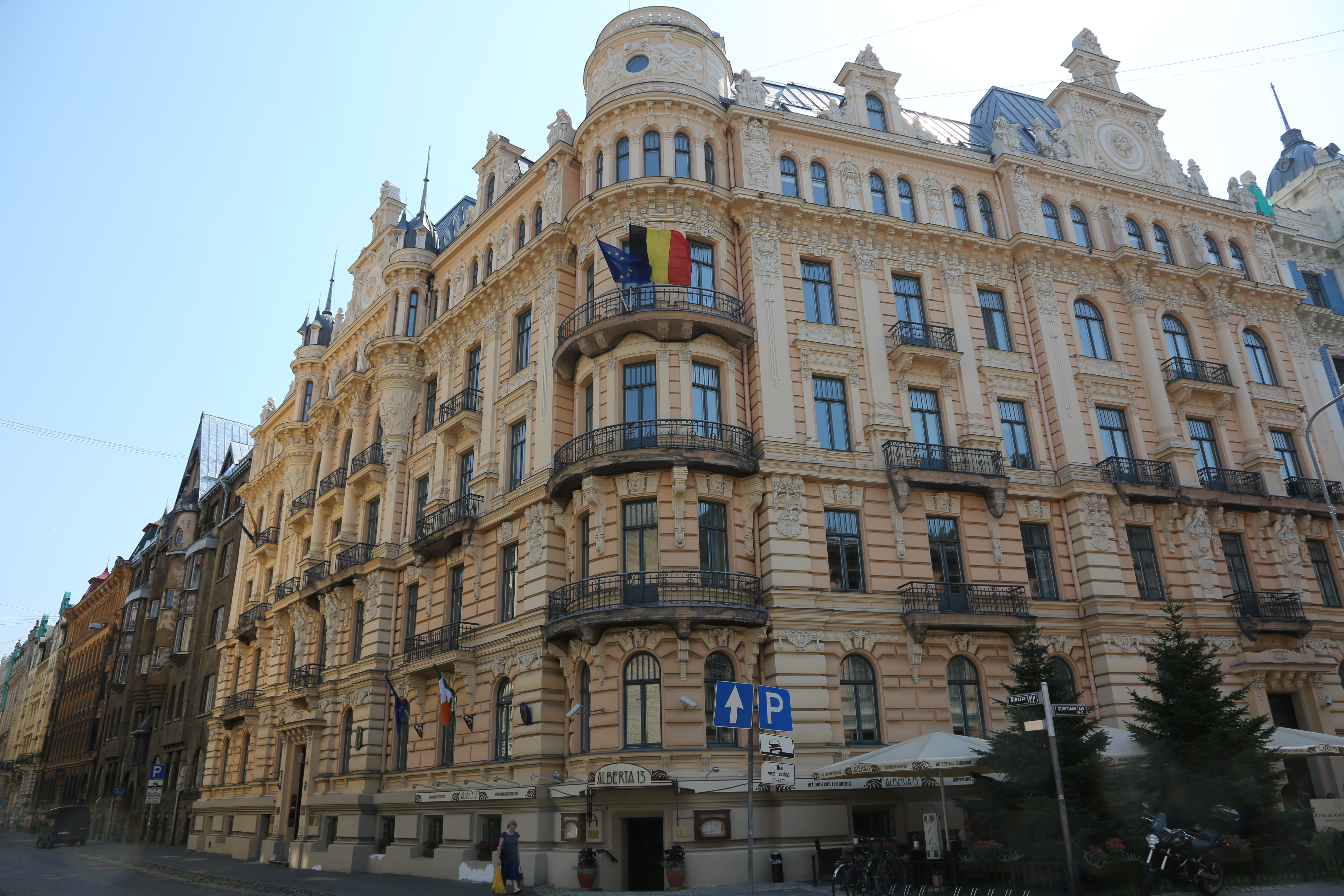
Alberta iela 13, architekt: M. Eisenstein